# 利沃夫舊城
利沃夫舊城（羅馬化：Stare Misto Lvova）是指烏克蘭西部城市利沃夫的歷史中心城區。在1975年成為國家歷史建築保護區。1998年，以“利沃夫历史中心建筑群”的名称被聯合國教科文組織列入世界文化遺產。遗产区面积達120公頃，緩衝區面積為約3,000公頃。由於受到2022年俄羅斯入侵烏克蘭的影響，利沃夫历史中心建筑群於2023年9月15日被列入濒危世界遗产名录。

## 地标

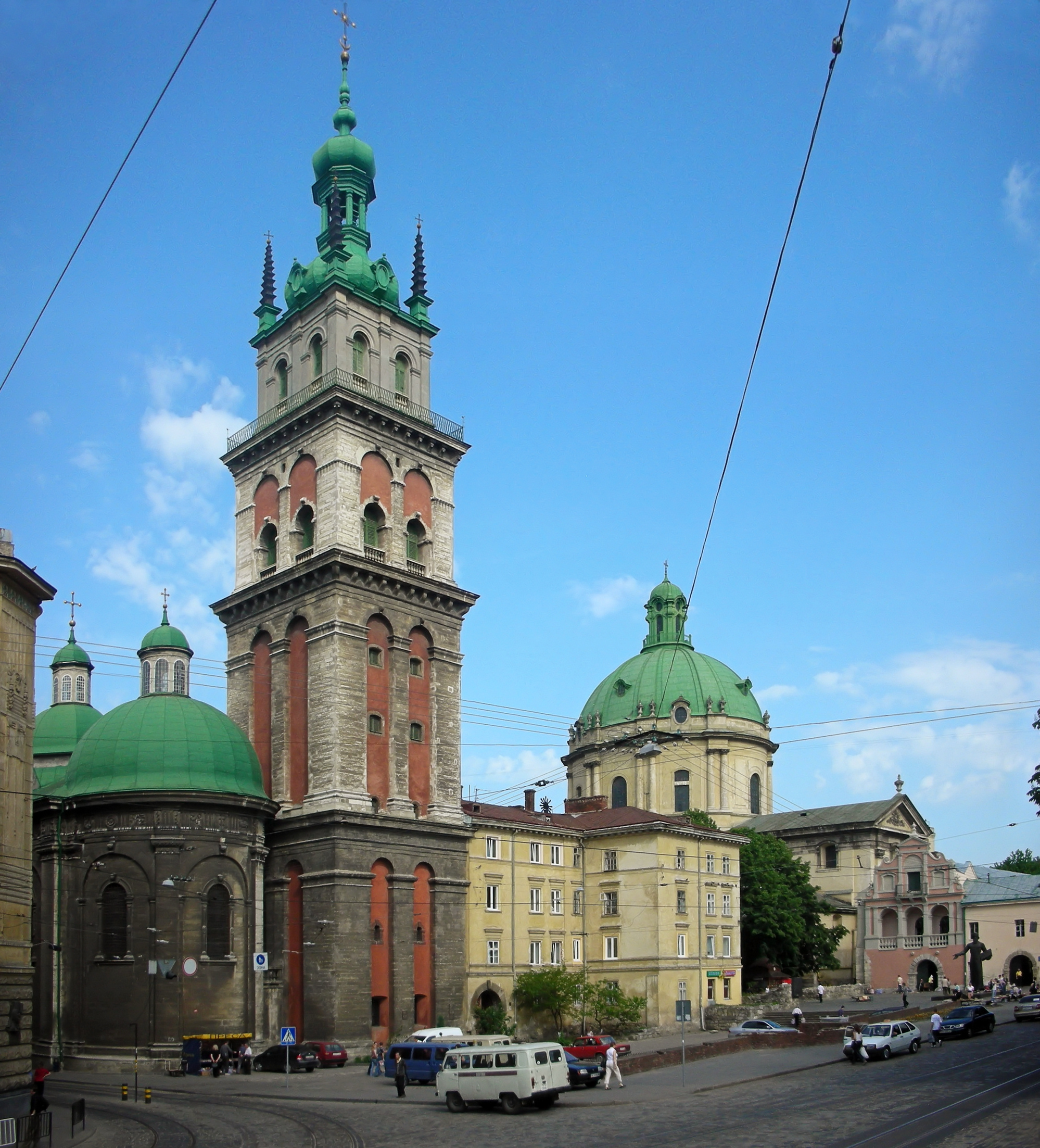
圣母安息教堂建筑群，由有400年历史的科尔尼亚克特塔主宰

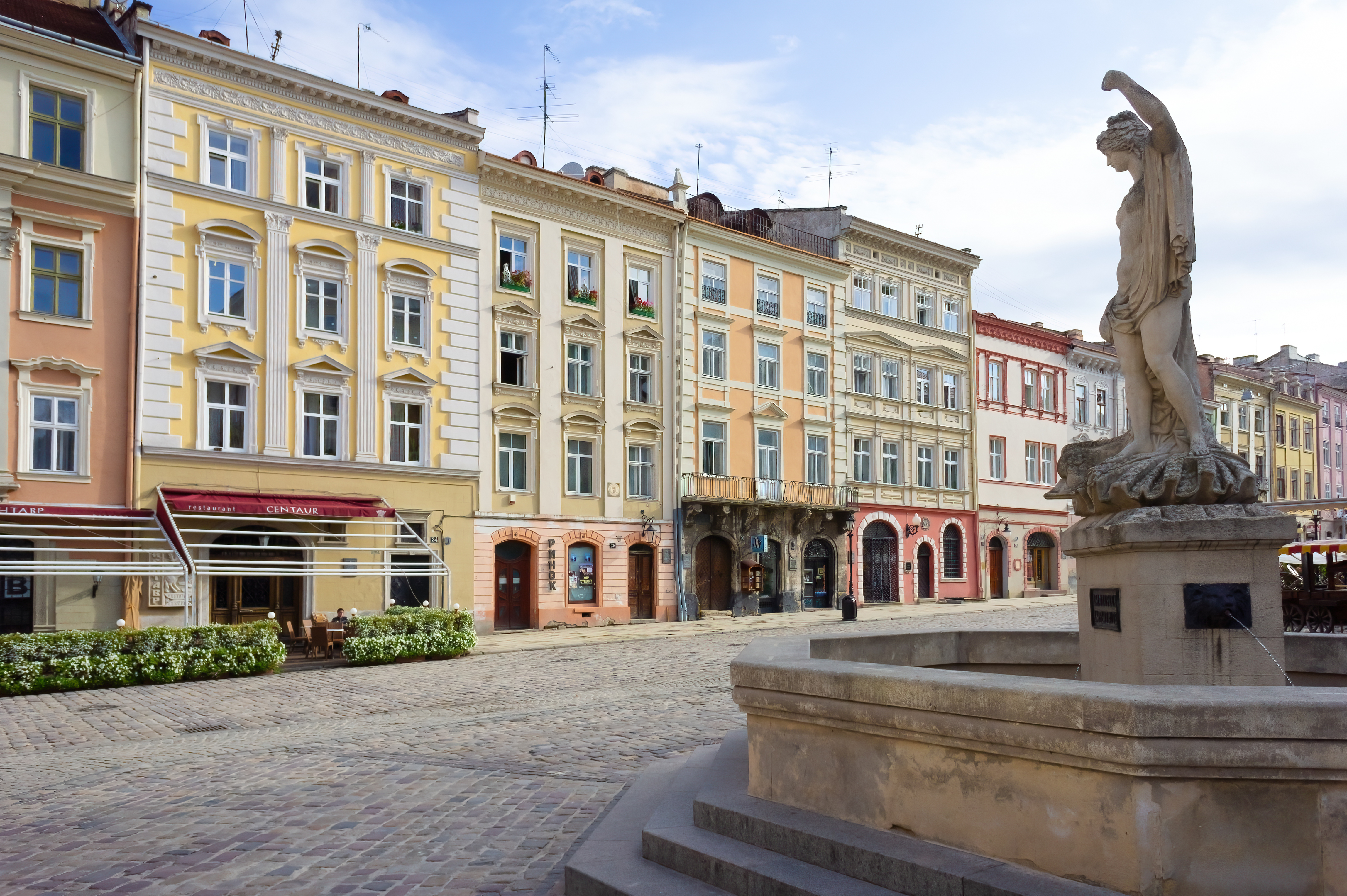
旧城的一条街道

除了三个主要区域的清单外，旧城区内还有约2，007座其他历史建筑，其中214个被列为国家地标。
皮扎姆奇（城堡区，Pidzamche）
- 利沃夫高城堡及城堡区， 城市的原始中心，还包含老集市广场街区，城堡废墟仍存在，主要作为地名而出名
- 圣尼古拉教堂，加利西亚国王的家族教堂
- 圣帕拉斯克娃教堂（St. Paraskeva）
- 聖奧諾夫教堂和修道院，包括Lazar Paslavsky和Modest Sosenko的艺术品
- 施洗约翰教堂（现为利沃夫古文物博物馆），献给加利西亚国王利奥一世之妻、匈牙利国王贝拉四世之女康斯坦茨
- 雪地圣母堂（现为 Our Lady of Perpetual Help Church), 德国教堂

Seredmistia (Middletown)
- 集市广场，以及利沃夫市政厅（中）and square perimeter of housing surrounding it
- 圣母安息教堂，以及 Chapel of Three Prelates and Korniakt's Tower
- 亚美尼亚使徒教会利沃夫主教座堂，以及钟楼、圆柱及雕像 of St.Christopher,原亚美尼亚人银行、主教府、修道院
- 天主教圣母升天圣殿都主教座堂，以及博伊姆小堂和 Kampians' Chapel
- 利沃夫伯納德教堂（现安德烈教堂），包括教堂、修道院、钟楼、rotunda, decorative colon和围墙
- 耶稣会教堂
- 道明会教堂（现为Church of the Holy Eucharist）, 以及修道院和钟楼
- City's fortifications include 利沃夫兵工廠、火药塔、Turners and Ropemakers' Tower、皇家兵工廠、a bastion of lower defense wall
- 德尼斯特保险公司

圣乔治教堂
- 圣乔治主教座堂，以及都主教宮、capitular houses, belfry, and fence with two gates (Market's and City's)

未列入世界遗产的旧城地标
- 加尔默罗会教堂 （现为 Church of St. Michael)
- 獻主教堂 （现为 Church of Purification)
- Church of Poor Clares （现为巴洛克宗教雕塑博物馆）
- Church of St.Martin （现为浸信会教堂）
- 主顯聖容教堂
- Church of St.Casimir
- 利沃夫歌剧芭蕾舞剧院
- 波托茨基宮，目前为乌克兰总统官邸
- 商品证券交易所

## 外部連結
- （乌克兰語） Description at the website of the Institute of History of the NANU （页面存档备份，存于）
- Mayor of Lviv Sadovy wants the sanctuary to be discontinued (ZIK May 17, 2010) （页面存档备份，存于）
- The city council is unaware of the sanctuary (ZIK February 1, 2011)
- Information on a book about the sanctuary published in 1979[永久]
- Illustrated map of the city （页面存档备份，存于）
- Description of the World Heritage site （页面存档备份，存于）